# Pingshun
Pingshun (en chino:平顺县,pinyin:Píngshùn xiàn) es un condado bajo la administración directa de la ciudad-prefectura de Changzhi. Se ubica al sureste de la provincia de Shanxi , este de la República Popular China . Su área es de 1550 km² y su población total para 2010 fue +100 mil habitantes.

## Administración
El condado de Pingshun se divide en 12 pueblos que se administran en 5 poblados y 7 villas.